# Tuxi (köpinghuvudort i Kina, Guizhou Sheng, lat 28,30, long 107,75)
Tuxi (kinesiska: 土溪, 土溪镇) är en köpinghuvudort i Kina. Den ligger i provinsen Guizhou, i den sydvästra delen av landet, omkring 210 kilometer nordost om provinshuvudstaden Guiyang. Antalet invånare är 26 359. Befolkningen består av 13 055 kvinnor och 13 304 män. Barn under 15 år utgör 30 %, vuxna 15-64 år 60 %, och äldre över 65 år 9,0 %.